# Aimé Halbeher
 (février 2012).
Aimé Halbeher, né le 16 mars 1936 à Paris et mort dans la même ville le 3 août 2021, est un ajusteur-outilleur, syndicaliste et homme politique français, ancien secrétaire général adjoint de la CGT aux usines Renault de Billancourt. Il fut un des principaux acteurs de l'occupation de l'usine en mai 1968 et à la fédération des métaux CGT. De 1976 à 1987 membre du Comité Central du PCF, il fut aussi animateur et rédacteur en chef de la revue économique du PCF Économie & Politique de 1985 à 1989 et Cofondateur de l'organisation Rouges vifs.

## Biographie

### Jeunesse
Fils de Roger Halbeher, machiniste sur bois, sympathisant communiste et de Émilienne Swannet, soudeuse, Aimé Halbeher vécut dans un environnement ouvrier dans le douzième arrondissement parisien. Titulaire du Certificat d'études primaires en 1950, il adhéra à l'UJRF (Union de la Jeunesse Républicaine de France) au début de l'année 1951 et entra chez Renault par concours, attiré par la réputation militante de cette grande usine. À l'école d'apprentissage Renault, en septembre 1950, dès 14 ans, il vécut les manifestations pour la libération d'Henri Martin, les grèves violentes de 1950, 1952 et 1953 à Billancourt. Ces conflits, parfois minoritaires, l'incitèrent, ensuite, à davantage de réflexion dans la conduite des grèves. Après l'obtention du CAP en 1953, il occupa un poste d'ajusteur-outilleur au département 37 dans l'île Seguin.

### Engagement politique et syndical
Il donna son adhésion à la CGT en 1954 et la même année au PCF. Il fut mobilisé en Algérie pour 30 mois, en 1956 et fut nommé sergent en 1958 malgré des phases « d'agitation » auxquelles il participa au départ de sa compagnie et son comportement en réaction à la rébellion factieuse et la venue de De Gaulle au pouvoir.
De retour chez Renault en janvier 1959, il fut élu délégué syndical de mars 1960 à mars 1963. Sanctionné par un licenciement pour propagande syndicale à l'atelier, la grève massive des ouvriers de son atelier fit reculer la direction. En 1961 il devint secrétaire général adjoint du syndicat CGT de Renault Billancourt, membre de la direction fédérale de la métallurgie CGT et de la fédération Seine Ouest du PCF. Il quitta l'usine en mars 1963 pour assurer l'ensemble de ses fonctions en tant que permanent. Il fut élu secrétaire général du syndicat CGT du groupe des usines Renault France en mars 1967.

### Mai 1968
En mai 1968 Aimé Halbeher prit des initiatives de direction hardies dans l'occupation de l'usine de Billancourt qui dura 33 jours et 34 nuits. Le 15 mai au soir il invita un millier de salariés en grève à occuper l'usine pour la nuit. Le 16 mai au matin, il fit voter aux salariés présents dans l'Île Seguin, l'occupation « reconductible chaque jour » de la grève au nom des 3 syndicats CGT, CFDT, FO.
Aimé Halbeher s'oppose à toute entrée étrangère dans l'usine pour éviter la dénaturation du mouvement et un prétexte à une intervention policière. Ce fut le cas pour les étudiants d'extrême gauche, qui, dès la 1re nuit du 15 mai entendaient occuper l'usine avec les ouvriers. Le 27 mai, après les discussions de Grenelle, il proposa la poursuite de la grève face aux résultats que la grande majorité des ouvriers de Billancourt jugeaient insuffisante. Ce n'est que le 18 juin 1968 après des négociations améliorant sensiblement le constat de Grenelle que le travail reprit.

### Militantisme de terrain
En 1972, Aimé Halbeher devint permanent à la fédération CGT de la métallurgie, responsable du secteur automobile. En mars 1975 il souhaita retourner chez Renault où il retrouvait une proximité ouvrière plus grande. C'est en mars 1976 qu'il prit la responsabilité de la direction de la section PCF de Renault Billancourt. Quelques mois auparavant, en janvier il fut élu au comité Central de ce parti comme suppléant au 22e congrès (1976) et comme titulaire au 23e congrès (1979) où il siégea jusqu'en 1987. Il fut candidat aux élections cantonales de Boulogne Sud en juin 1976. Il fut ensuite tête de liste aux élections municipales à Boulogne en 1977 et candidat aux élections législatives en 1978 et 1981.

### Réflexion politique
En juin 1981, Georges Marchais lui proposa de travailler à la section économique du PCF ; il quitta alors la section PCF pour le comité Central au siège du colonel Fabien, devint rédacteur en chef de la revue Économie & Politique du PCF au sein d'un collectif d'économistes marxistes. En dehors de cette fonction il se spécialisa, dans la rédaction de la revue, sur les questions sociales et relevant du secteur automobile. Il assuma cette responsabilité de 1983 à 1990.

### Rupture avec le PCF
Peu à l'aise avec la participation de communistes au gouvernement d'union de la gauche depuis 1981, des divergences commencèrent à apparaître au milieu des années 1980 et à l'opposer à la direction du parti. À l'intérieur du collectif d'économistes de la revue il s'opposa également à la « dérive européenne institutionnaliste de Philippe Herzog ». Il estimait qu’il abandonnait « l'intervention des travailleurs sur les critères de gestion financiers des entreprises ». En 1987, il se déclara en désaccord avec la ligne politique de la direction du PCF de Robert Hue au nom de la « mutation » nécessaire du PCF. Il s'opposait à la ligne qui « faisait baisser la barre des exigences du monde du travail pour favoriser les rapprochements avec la social-démocratie française et européenne. Les cellules d'entreprises étant amenées à disparaître et le PCF à devenir un parti d’élus, plus ou moins soumis au Parti Socialiste (PS) et tournant le dos à l'intervention populaire ». En 1990 il quitta la section économique et demanda à travailler au secteur « entreprise » du PCF puis en 1994 au secteur « emploi ».

### Rouges vifs
En 1997, il manifesta sa rupture définitive et créa, avec des militants internes oppositionnels, l'organisation Rouges vifs qui se développa en France, tant dans les fédérations que les sections. C'est à la Fédération de Paris que les désaccords furent les plus importants avec la ligne de Robert Hue. Au printemps 2001, l'organisation représentait deux mille soutiens. Aimé Halbeher fit partie de la direction nationale de cette nouvelle organisation. Des désaccords apparurent ensuite entre les partisans d'une rupture totale avec le PCF et ceux qui voulaient mener le combat d'idées à l'intérieur. L'organisation périclita assez vite, faute de moyens et de militants disponibles pour s'investir. Aimé Halbeher quitta la direction et l'organisation qui se maintint toutefois, très affaiblie. Il conserve par la suite des liens avec le PCF, notamment avec les membres de la section économique.

## Vie privée
Aimé Halbeher se marie en décembre 1975 avec une assistante de direction ; le couple a eu deux enfants et quatre petits-enfants

### Interview
- Interview-enquête d'Aimé Halbeher, qui dirigeait la CGT à Renault Billancourt, par Fernando Malverde et Nedim Loncarevic pour France 3 Paris Ile-de-France[4].